# Channa barca
Channa barca är en fiskart som först beskrevs av Francis Buchanan-Hamilton, 1822. Channa barca ingår i släktet asiatiska ormhuvudsfiskar (Channa) och familjen ormhuvudsfiskar (Channidae). IUCN bedömer att det råder kunskapsbrist (DD) om statusen för arten Arten förekommer i Indien och Bangladesh. Inga underarter finns listade i Catalogue of Life.